# Nicholas Reddish
Nicholas Reddish (Hamilton, 6 september 1996) is een Nieuw-Zeelands wielrenner die anno 2018 rijdt voor Oliver's Real Food Racing.

## Carrière
In 2018 behaalde Reddish zijn eerste UCI-zege toen hij de eerste etappe van de New Zealand Cycle Classic won. De leiderstrui die hij daaraan overhield raakte hij na de vierde etappe kwijt aan Robert Stannard.

## Overwinningen
2018
1e etappe New Zealand Cycle Classic

## Ploegen
- 2018 –  Oliver's Real Food Racing

Andrews · Chapman · Christensen · Dever · Edwards · Jones · Michelin-Beard · Pearce · Reddish · Schuurhuis · Sutton · White · Whitfield